# L'Arpenteur
Pour plus de détails, voir Fiche technique et Distribution.
L'Arpenteur est un film documentaire français réalisé par Michel Klein et Sarah Leonor, sorti en 2003.

## Fiche technique
- Titre : L'Arpenteur
- Réalisation : Michel Klein  et Sarah Leonor
- Scénario : Michel Klein et Sarah Leonor
- Photographie : Laurent Desmet
- Montage : Sarah Leonor
- Son : Pierre-François Laks, Anna Drojenko et Guillaume Chevalier
- Société de production : Sésame Films
- Pays de production :  France
- Durée : 45 minutes
- Date de sortie : France - 23 juillet 2003[1]

## Distribution
- Hovnatan Avédikian
- Pierre-François Laks
- Stepan Shahinyan
- Khatchik Arakelian
- Christophe Derouet
- Teghtat Marakian
- Leanna Guevorkian
- Guarréguine Zakoyan

## Récompense
- Prix Jean-Vigo 2002[2]